# Св. Патриарх Евфимий (станция метро)
Св. Патриарх Евфимий (болг. Св. Патриарх Евтимий) — станция линии М3 Софийского метрополитена. Была открыта 26 августа 2020 года в составе первого пускового участка «Хаджи Димитр» — «Красное село» линии М3.

## Описание
Станция расположена к западу от пересечения бул. «П. Евтимий» и ул. «Граф Игнатиев». На станции три выхода: на ул. «Граф Игнатиев», на бул. «П. Евтимий» и на угол между бул. «П. В. Левски» и бул. «П. Евтимий». 
Архитектурно станция выполнена с элементами, имитирующими болгарскую вышивку, это связано с тем что, Св. Патриарх Евфимий является яркой личностью в болгарской истории, и отождествляется с неотъемлемыми болгарскими национальными качествами и символами, с верой, литературой и духовностью. Болгарская вышивка — является из одной таких символов. Вышивка выполнена в виде вертикальных фризов, ведущих на нижний уровень платформ, а крупные элементы напоминают «картины» на стенах и полу. Материалы, используемые для отделки станции — гранит, гранитогрес, стеклокерамика и клинкер. Гранитогрес использован четырёх цветов, полированный для стен и матовый для пола. Внизу платформ преобладает белый цвет полированной гранитной плитки на стенах. На станции установлены прозрачные автоматические платформенные ворота высотой 1,6 м с нержавеющими окантовками и 40-сантиметровыми полосами из гладкой нержавеющей стали внизу.